# Mette Hjort Knudsen
 For alternative betydninger, se Mette Knudsen (flertydig). (Se også artikler, som begynder med Mette Knudsen)
Mette Hjort Knudsen er en dansk håndboldspiller, der spiller for Team Esbjerg. Hendes position er venstre fløj og er 170 cm. Hun kom til Team Esbjerg i 2016, reserve for Susanne Kastrup Forslund der på daværende tidspunkt var gravid.